# Синовете на Кейти Елдър
„Синовете на Кейти Елдър“ (на английски: The Sons of Katie Elder) е уестърн на режисьора Хенри Хатауей, който излиза на екран през 1965 година.

## Сюжет
Кейти Елдър е майка на четирима сина. В деня на погребението ѝ те се завръщат в родния си Клиъруотър, Тексас, за да ѝ отдадат последна почит. Джон (Джон Уейн) е най-възрастният и най-непреклонният. Том (Дийн Мартин) умее майсторски да борави с тестето карти, но и с пистолета, когато се наложи. Мат (Ърл Холиман) е най-мълчаливият, но и кибритлия – никой, нарекъл го „страхливец“, не оцелява. Бъд (Майкъл Андерсън, Мл.) е най-малкият. Всички надежди за порядъчен живот са насочени към него.

## В ролите
| Актьор                 | Роля                     |
| ---------------------- | ------------------------ |
| Джон Уейн              | Джон                     |
| Дийн Мартин            | Том                      |
| Ърл Холиман            | Мат                      |
| Майкъл Андерсън младши | Бъд                      |
| Марта Хайер            | Мери Гордън              |
| Джеймс Грегъри         | Морган Хейстингс         |
| Денис Хопър            | Дейв Хейстингс           |
| Джордж Кенеди          | наемен стрелец Кърли     |
| Пол Фикс               | Шериф Били Уилсън        |
| Джереми Слейт          | Заместник шериф Бен Лата |